# Columbia (Personifikation)

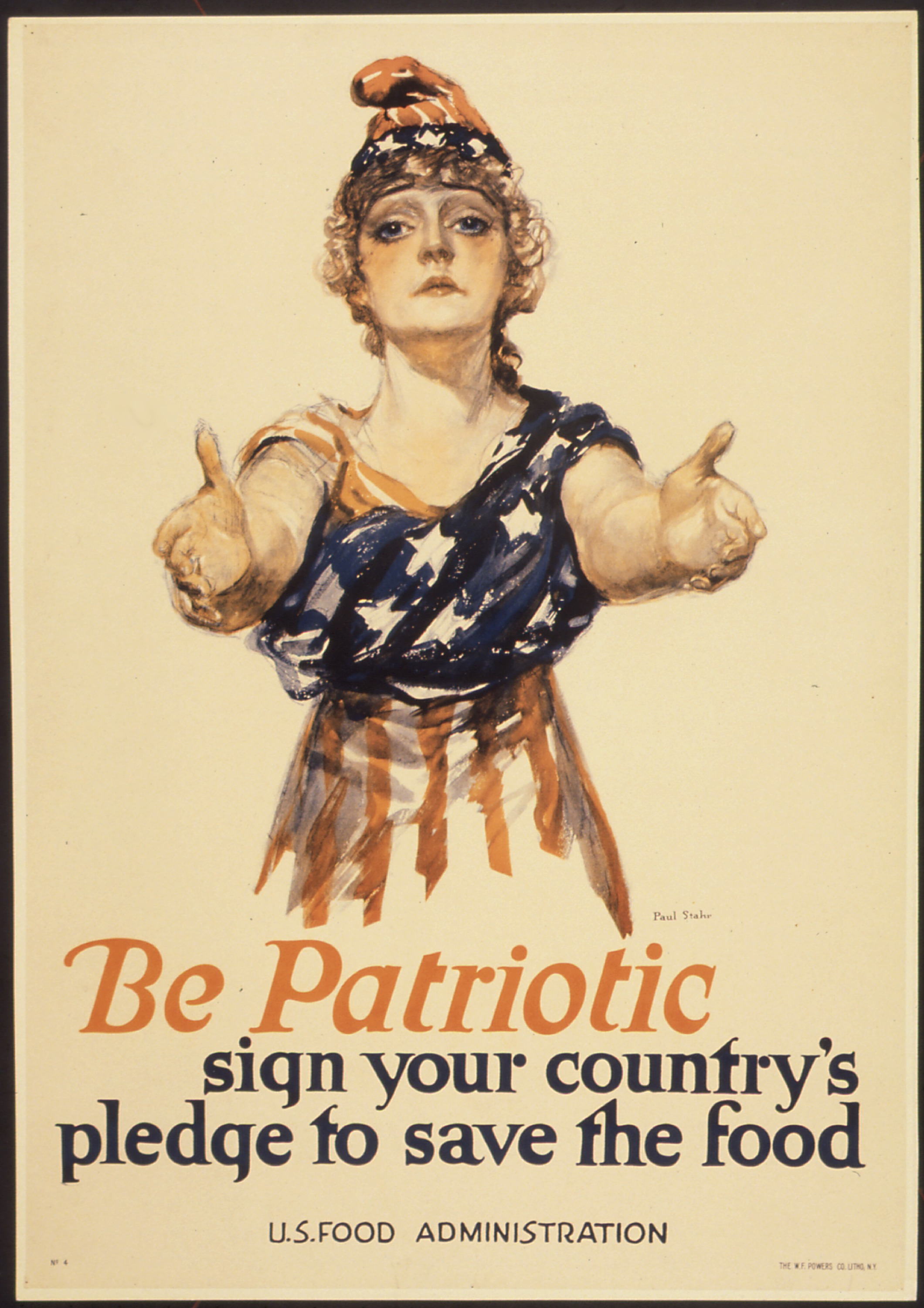
Columbia als weibliche Personifizierung der USA von Paul Stahr, Erster Weltkrieg

Columbia war eine poetische Bezeichnung für die Vereinigten Staaten bzw. für Nordamerika, die im 18. Jahrhundert entstanden ist und im 20. Jahrhundert allmählich außer Gebrauch kam.
Die Bezeichnung ist abgeleitet von Christoph Kolumbus.
Daneben ist die Columbia die weibliche Nationalallegorie der Vereinigten Staaten. Sie wurde in der politischen Karikatur zu Beginn des 20. Jahrhunderts häufig dargestellt und dient bis heute den Columbia Pictures als Markenzeichen.
Noch heute tragen die Gebiete District of Columbia und British Columbia sowie der Columbia River diesen Namen.